# Maesa cavinervis
Maesa cavinervis là một loài thực vật có hoa trong họ Anh thảo. Loài này được C. Chen mô tả khoa học đầu tiên năm 1978.